# Jay Kay
Jay Kay eller Jason Luís Kay (født Jason Luís Cheetham den 30. december 1969 i Stretford, England) er forsanger i det engelske funkband Jamiroquai.